# Matná
Matná (německy Motten) je malá vesnice, část města Jindřichův Hradec v okrese Jindřichův Hradec v Jihočeském kraji. Nachází se asi 4,5 kilometru západně od Jindřichova Hradce. Matná je také název katastrálního území o rozloze 3,2 km².

## Historie
První písemná zmínka o vesnici pochází z roku 1654.

## Obyvatelstvo
| Rok            | 1869 | 1880 | 1890 | 1900 | 1910 | 1921 | 1930 | 1950 | 1961 | 1970 | 1980 | 1991 | 2001 | 2011 | 2021 |
| -------------- | ---- | ---- | ---- | ---- | ---- | ---- | ---- | ---- | ---- | ---- | ---- | ---- | ---- | ---- | ---- |
| Počet obyvatel | 183  | 180  | 158  | 178  | 155  | 153  | 138  | 105  | 95   | 85   | 78   | 59   | 57   | 52   | 55   |
| Počet domů     | 26   | 27   | 27   | 28   | 28   | 27   | 28   | 27   | 21   | 21   | 23   | 26   | 25   | 27   | 30   |

## Obecní správa
Při sčítání lidu v letech 1850–1879 Matná byla osadou obce Buk v okrese Jindřichův Hradec. V letech 1880–1960 byla samostatnou obcí v okrese Jindřichův Hradec. V letech 1961–1976 byla částí obce Děbolín v okrese Jindřichův Hradec. Od 30. dubna 1976 je částí města Jindřichův Hradec ve stejnojmenném okrese.